# José Ricardo Pérez
José Ricardo Pérez Morales (* 24. Oktober 1963 in Manizales) ist ein ehemaliger kolumbianischer Fußballspieler und heutiger -trainer. Der zentrale Mittelfeldspieler spielte 17-mal für die Nationalmannschaft und gewann auf Vereinsebene die Copa Libertadores 1989.

## Karriere

### Verein
José Ricardo Pérez begann 1981 seine Karriere bei Once Caldas und spielte dort sechs Jahre lang. Nach einer kurzen Station bei Atlético Junior spielte er knapp sechs Jahre bei Atlético Nacional. Dort gewann er die Copa Libertadores 1989 und wurde 1991 kolumbianischer Meister. Seine einzige Auslandserfahrung sammelte er 1994 in Peru bei Alianza Lima. Seine Karriere ließ er bei Independiente Medellín und América de Cali ausklingen.

### Nationalmannschaft
Pérez debütierte im Juni 1987 für die Nationalmannschaft beim Freundschaftsspiel gegen Ecuador und stand anschließend im Kader der Copa América, bei der er zwei Mal zum Einsatz kam. Kolumbien belegte den dritten Turnierplatz. Pérez stand im Kader der Fußball-Weltmeisterschaft 1990 in Italien, kam allerdings nicht zum Einsatz. Die Cafeteros kamen ins Achtelfinale, in dem sie gegen die Überraschungsmannschaft aus Kamerun mit 1:2 nach Verlängerung ausschieden. Nach weiteren Freundschaftsspielen bestritt er im März 1993 beim Freundschaftsspiel gegen Costa Rica sein letztes Länderspiel.

### Trainer
Im Jahr 2008 wurde Pérez vom venezolanischen Drittligisten Inter Anzoátegui verpflichtet, mit dem er Erfolge im Torneo der Apertura 2008 feierte. Er führte das Team zur Meisterschaft im Torneo Apertura 2008 und brachte es in die Nähe des Aufstiegs in die Segunda División B von Venezuela. Nach zwei Jahren in Venezuela kehrte er nach Kolumbien zurück und wurde Assistenztrainer des Argentiniers Juan Carlos "El Nene" Díaz. Anfang 2014 wechselte er als Co-Trainer zu Boyacá Chicó FC, wo er einige Spiele interimistisch leitete und anschließend Cheftrainer wurde. In den Saisons 2018 bis 2019 trainierte er den panamaischen Verein Árabe Unido.

## Erfolge
Atlético Nacional
- Sieger der Copa Libertadores: 1989
- Sieger der Copa Interamericana: 1990
- Kolumbianischer Meister: 1991